# Тирштайн (Фихтельгебирге)
Тирштайн (нем. Thierstein) — община в Германии, в земле Бавария. Подчиняется правительственному округу Верхняя Франкония. Входит в состав района Вунзидель-им-Фихтельгебирге. Население составляет 1232 человека (на 31 декабря 2010 года). Занимает площадь 12,93 км².

## Население
По оценке на 31 декабря 2015 года население общины Тирштайн составляет 1157 чел. 

| Дата      | 1840 | 1871 | 1900 | 1925 | 1939 | 1950 | 1961 | 1970 | 1987 | 2011 |
| --------- | ---- | ---- | ---- | ---- | ---- | ---- | ---- | ---- | ---- | ---- |
| Население | 1711 | 1746 | 1189 | 1357 | 1470 | 2155 | 1950 | 1853 | 1405 | 1181 |

| Год       | 1960 | 1970 | 1980 | 1990 | 2000 | 2009 | 2010 | 2011 | 2012 | 2013 | 2014 | 2015 |
| --------- | ---- | ---- | ---- | ---- | ---- | ---- | ---- | ---- | ---- | ---- | ---- | ---- |
| Население | 1952 | 1834 | 1554 | 1412 | 1333 | 1246 | 1232 | 1163 | 1148 | 1161 | 1140 | 1157 |

## Промышленность
BD Sensors GmbH — производство датчиков давления и уровня.